# Бертхолд V (Андекс)
Бертхолд (на немски: Berthold V von Andechs, Berthold von Aquileia; на италиански: Bertoldo di Andechs-Merania; * 1180, Бамберг; † 23 май 1251) е от 1204 г. граф на Андекс (като Бертхолд V), архиепископ на Калокса (1206 – 1218) и патриарх на Аквилея (1218 – 1251).

## Живот
Той е четвъртият син на Бертхолд IV фон Андекс († 1204), херцог на Мерания, и съпругата му Агнес фон Рохлиц († 1195), дъщеря на маркграф Дедо V Дебелия от Лужица от фамилията Ветини. Брат е на Ото I, херцог на Мерания, на Екберт, епископ на Бамберг (1203 – 1237), Хайнрих, маркграф на Истрия-Крайна, Гертруда (унгарска кралица), Агнес (френска кралица) и на Св. Хедвиг.
Бертхолд става през 1203 г. свещеник в Бамберг. След това играе важна роля в двора на унгарския крал Андраш II, женен от 1203 г. за сестра му Гертруда. Той го прави през 1206 г. архиепископ на Калокса в Южна Унгария. Отива да продължи следването си във Виченца. След завръщането му от Италия той е издигнат през 1209 г. за бан на Хърватия, Далмация и Славония (1209 – 1212). През 1212 г. Бертхолд става войвода на Трансилвания (1212 – 1213) и заместник на краля.
Унгарските благородници през 1213 г. убиват по време на лов Гертруда, Бертхолд е ранен и се спасява.
На 10 февруари 1218 г. папа Хонорий III прави Бертхолд патриарх на Аквилея. През 1238 г. той мести седалището на патриархската държава от Чивидале дел Фриули в Удине и започва през 1236 г. строежа на днешната катедрала на Удине (Cattedrale di Santa Maria Annunziata), разширява територията на държавата.
Бертхолд умира на 23 май 1251 г. и така завършва дългогодишното време, през което немски благородници са патриарси на Аквилея. Също родът Андекс-Мерания изчезва по мъжка линия.